# SMILES
SMILES (от английски: Simplified Molecular Input Line Entry System) e опростена система за записване на редове за молекулно въвеждане – спецификация под формата на линейна нотация за описание на структурата на химически видове, използвайки къси ASCII низове. Низовете SMILES могат да бъдат импортирани от повечето редактори на молекули за обратно преобразуване в двуизмерни чертежи или триизмерни модели на молекулите.

## История
Оригиналната спецификация SMILES е инициирана от Дейвид Уайнингер в лабораторията на USEPA в Дълют през 1980 г. Американската агенция за опазване на околната среда финансира първоначалния проект за разработване на SMILES.
Оттогава спецификацията е модифицирана и разширена от други, най-вече от Daylight Chemical Information Systems. През 2007 г. общността на химиците за отворен код Blue Obelisk разработва отворен стандарт, наречен OpenSMILES.

## Описание

### Атоми
Атомите са представени със стандартното съкращение на химичните елементи в квадратни скоби, като [Au] за злато. Скобите могат да бъдат пропуснати в общия случай за атоми, за които са налице всички изброени условия:
1. попадат в „органичната подгрупа“ на B, C, N, O, P, S, F, Cl, Br или I, и
2. нямат официално наименование и
3. броят свързани с тях водороди се подразбира от валентния модел на SMILES (обикновено тяхната нормална валентност, но за N и P е 3 или 5, а за S е 2, 4 или 6), и
4. са нормалните изотопи и
5. не са хирални центрове.

Всички други елементи трябва да бъдат оградени в скоби и да имат изрично показани заряди и водородни атоми. Например SMILES за вода могат да бъдат написани като O или [OH2]. Водородът може също да бъде написан като отделен атом; водата може също да бъде написана като [H]O[H].
Когато се използват скоби, символът H се добавя, ако атомът в скоби е свързан с един или повече водородни атоми, следван от броя на водородните атоми, ако е по-голям от 1, след това от знака + за положителен заряд или от - за отрицателен заряд. Например [NH4+] за амоний (NH+
4). Ако има повече от един заряд, той обикновено се записва като цифра; но също така е възможно знакът да се повтори толкова пъти, колкото заряди има йонът: може да се напише [Ti+4] или [Ti++++] за титан (IV) Ti4+. Така хидроксидният анион (OH−) е представен от [OH-], хидрониевият катион (H3O+) е [OH3+], а кобалтовият (III) катион (Co3+) е или [Co+3] или [Co+++].

### Връзки
Връзките се представят с помощта на един от символите . - = # $ : / \.
Връзките между алифатните атоми се приемат за единични, освен ако не е посочено друго и се подразбират от съседство в низа SMILES. Въпреки че единичните връзки могат да бъдат написани като -, това обикновено се пропуска. Например, SMILES за етанол може да бъде написани като C-C-O, CC-O или C-CO, но обикновено се изписват CCO.
Двойните, тройните и четворните връзки са представени със символите =, # и $ съответно, както е илюстрирано от SMILES O=C=O (въглероден диоксид CO2), C#N (циановодород HCN) и [Ga+]$[As-] (галиев арсенид).
Допълнителен вид връзка е „не-връзка“, която се обозначава с ., за да покаже, че две части не са свързани заедно. Например, водният разтвор на натриев хлорид може да бъде изписан като [Na+].[Cl-], за да покаже дисоциацията.
Ароматна връзка „една и половина“ може да бъде обозначена с :.
Единичните връзки, съседни на двойни връзки, могат да бъдат представени с помощта на / или \ за обозначаване на стереохимична конфигурация.